# トッカータとフーガ ニ短調 BWV 538
トッカータとフーガ ニ短調「ドリア調」BWV 538は、ヨハン・ゼバスティアン・バッハのオルガン独奏曲。作曲年代はヴァイマル時代の1708年から1717年。
「ドリア調（英: Dorian, 仏: Dorienne, 独: Dorisch）」という愛称は、古い記譜法によってニ短調にもかかわらず調号なしで記譜されたため、後世に教会旋法のドリア旋法の曲だと誤解されたことに由来し、実際には特にドリア旋法に基づいているわけではない。近代の規則が要求するより少ない記号しか用いない記譜法は18世紀半ばまではごくふつうに見られる。しかしながら、より有名なトッカータとフーガ ニ短調 BWV 565 と区別しやすいことから、現在でも慣習的に「ドリア調」と呼ばれることが多い。
トッカータ楽章は、多声の模倣様式によっており、開始からの16分音符の動きが、ほぼ終始一貫して楽章の終わりまで鳴り続けており、これが異なる声部に受け渡されるため、コンチェルタート様式で労作されたような印象さえ醸し出される。バッハはわざわざ手を焼いて、オルガニストがどの手鍵盤を演奏すべきかについても指示を出しているが、これは当時としては異例なことであり、またバッハの作品でも他に類が見られない。このトッカータは、バッハのたいていの開かれた自由形式によるトッカータに比べると、より独立性が強く、しかも自己完結した情趣が認められる。
フーガ楽章は、長く手が込んでおり、シンコペーションや4度の上行跳躍といった特徴をもつ、古風な響きの主題が含まれる。フーガ主題自体がトッカータ冒頭部の旋律線最高音から導き出され、両者は内面的にも密接な関連性がある。最終4小節において、アンティフォナ風の和音がもたらされて圧巻の締め括りとなるまで、厳格対位法によるフーガの展開が続けられていく。222小節にもおよぶ長大なフーガには緊張の弛緩は認められず、4回現れるストレットによって、緊張感はフーガ終結までさらに高められる。本作のフーガの書法は、BWV 540のそれに実によく似ている。どちらも拍子記号にアラ・ブレーヴェ（）が使われ、たいていのバッハのフーガが16分音符を用いて運動的なのに対し、BWV 538と540のフーガにおいては、動きの少ない2分音符のシンコペーションや全音符といっしょに、8分音符の絶え間ない動きが特徴的な主題が使われている。しかも半音階や掛留、主題と応答の中断のない流れといった点も共通している。バッハは1732年9月28日、この作品をカッセルの新オルガン披露演奏会で演奏した。